# Fuerzas de cohesión

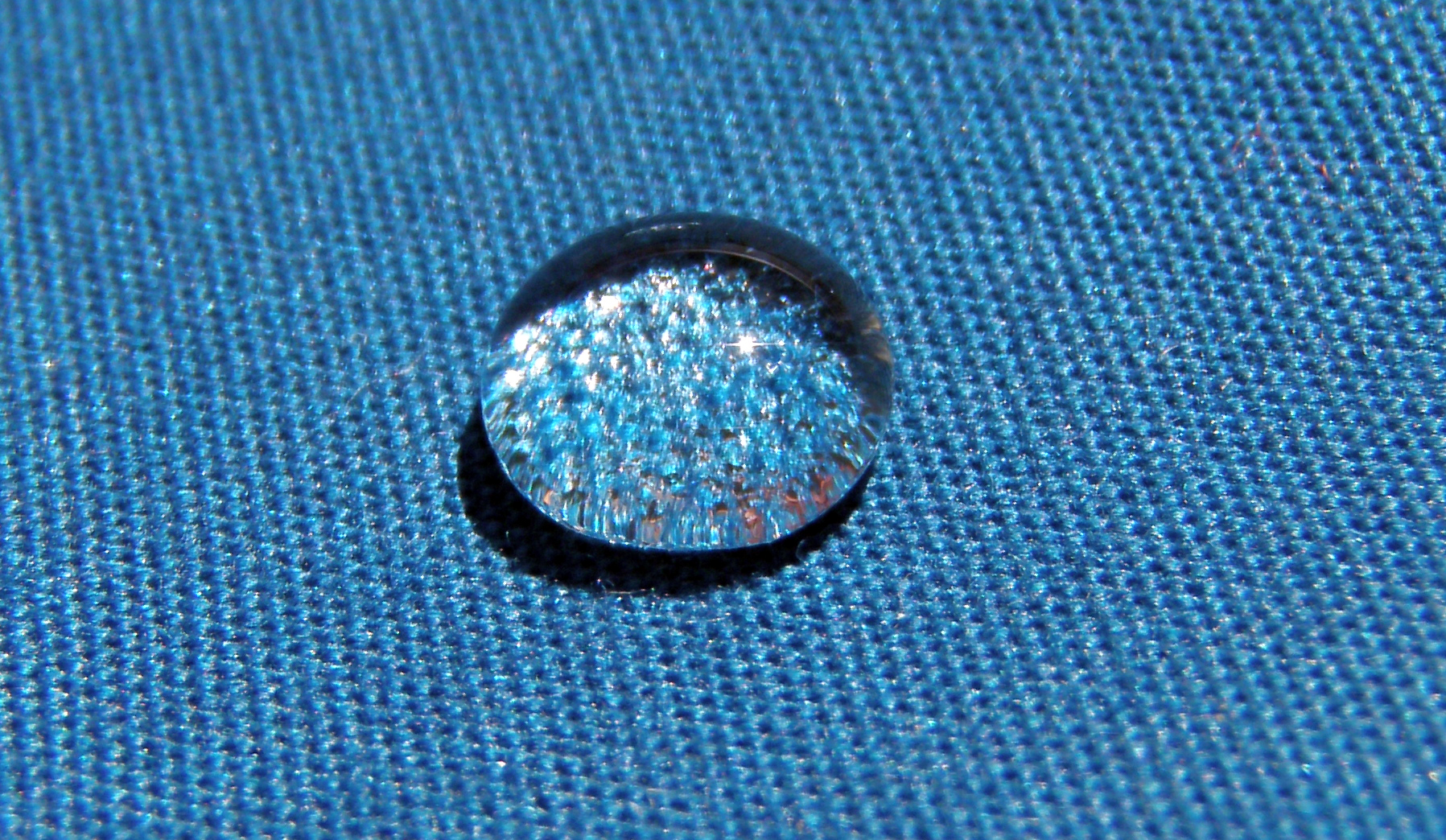
Gota de agua en el equilibrio de la cohesión y la gravitación

Las fuerzas de cohesión son las fuerzas que atraen y mantienen unidas las moléculas. Es la acción o la propiedad de las moléculas de como se pegan entre sí, siendo fuerzas de carácter atractivo. Esta es una propiedad intrínseca de una sustancia que es causada por la forma o la estructura de sus moléculas que hace que la distribución de los electrones en órbita irregular cuando las moléculas se acercan la una a la otra, creando atracción eléctrica que pueden mantener una estructura macroscópica tal como una gota de agua. En otras palabras, la cohesión permite a la tensión superficial, la creación de un estado condensado.

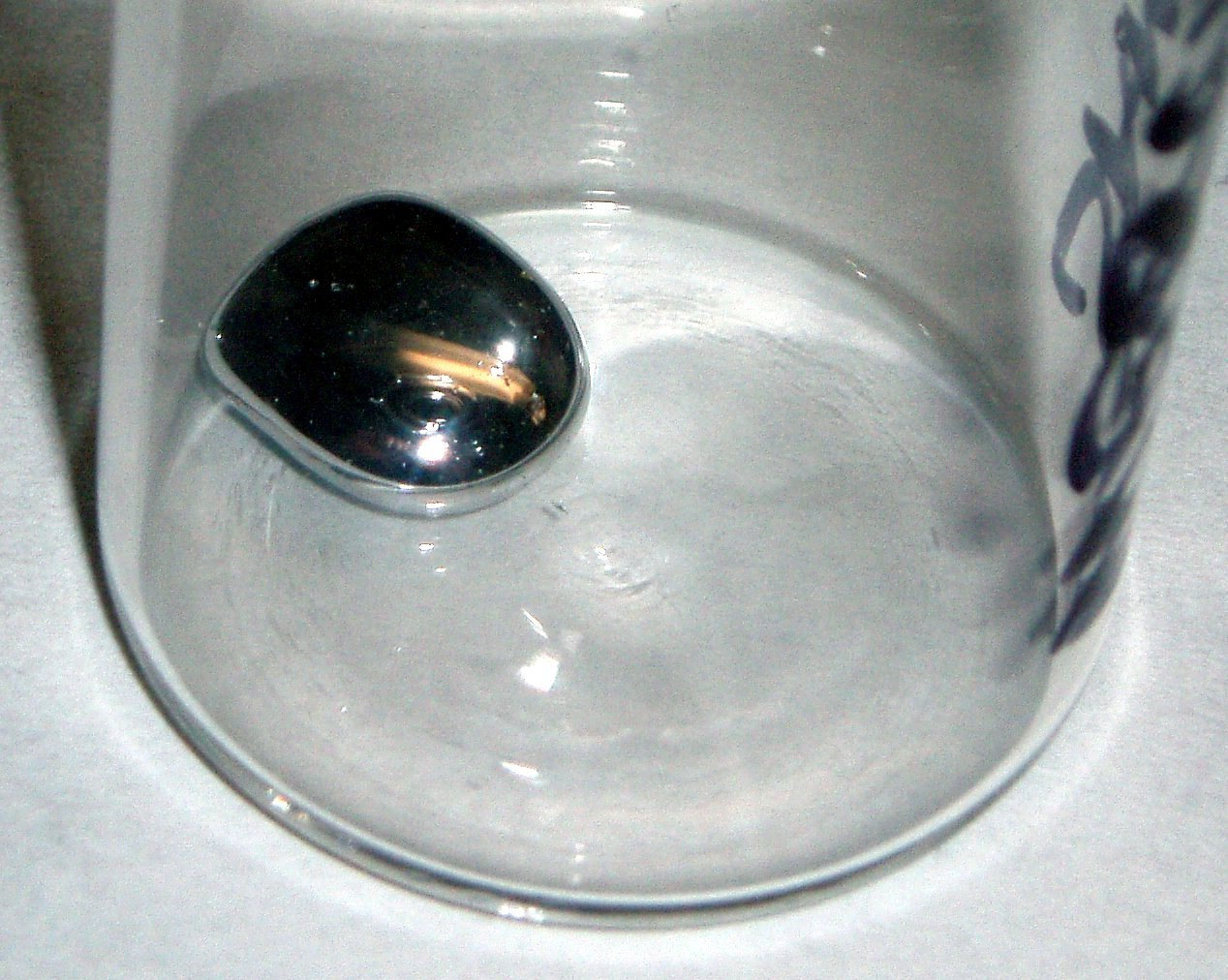
El mercurio posee más cohesión que adhesión al vidrio.

El agua, por ejemplo, es fuertemente cohesiva ya que cada molécula puede hacer cuatro enlaces de hidrógeno con otras moléculas de agua en una configuración tetraédrica. Esto resulta en una fuerza de Coulomb relativamente fuerte entre las moléculas. En términos simples, la polaridad de las moléculas de agua permite que sean atraídas la una hacia la otra. Esta polarización de las cargas dentro de la molécula permite que se alineen con las moléculas adyacentes mediante un fuerte enlace de hidrógeno intermolecular, haciendo que el líquido posea una fuerza de cohesión importante. Los gases como el metano, sin embargo, tienen una cohesión débil debido a que las interacciones intermoleculares únicamente se deben a fuerzas de Van der Waals que operan por polaridad inducida en moléculas no polares, no polaridad intrínseca de la propia molécula.
La cohesión, junto con la adhesión (atracción entre distintas moléculas), ayudan a explicar fenómenos tales como el menisco, la tensión superficial y la capilaridad.
El mercurio en un matraz de vidrio es un buen ejemplo de los efectos de la relación entre las fuerzas cohesivas y adhesivas. Debido a su alta cohesión y baja adhesión al vidrio, el mercurio no se extiende para cubrir la superficie del matraz. Además, exhibe un menisco fuertemente convexo, mientras que el menisco de agua es cóncavo. El mercurio no moja el vidrio, a diferencia del agua y muchos otros líquidos, y si el cristal se inclina, lo hará rodar en el interior.